# Рачамалла I
Рачамалла I (д/н — 843) — магараджа держави Гангаваді у 816—843 роках.

## Життєпис
Син (за іншими відомостями небіж) Шивамари II. Після загибелі останнього 816 року у війні з Раштракутами отримав владу в державі. Опинився в складній ситуації, оскільки магараджахіраджа Амогаварша I надав частину земель Гангаваді своїм союзникам — родам Ноламбів.
Згодом Рачамалла I змінив політику від протистояння Раштракутам та їх васалам до налагодження дружніх стосунків. Для цього сам одружився з донькою одного з Ноламбів і видав свою доньку Джаяпі в шлюб з представником Ноламбів, які були пов'язані шлюбами з Раштракутами. З цього моменту забезпечував захист кордонів імперії Раштракутів на півдні, брав участь у походах Амогаварши I.
Йому спадкував Егеганга Неєтімарга I.